# Ronde van Frankrijk 1990
De 77e editie van de Ronde van Frankrijk ging van start op 30 juni 1990 in Futuroscope. Hij eindigde op 22 juli in Parijs. Er stonden 198 renners verdeeld over 22 ploegen aan de start.
Het verloop van deze Tour werd grotendeels bepaald door een monsterontsnapping van een groep van vier in de eerste etappe. Die etappe werd gewonnen door Frans Maassen voor Ronan Pensec, Claudio Chiappucci en Steve Bauer. Bauer veroverde die dag wel de gele trui en hield die 8 dagen in z'n bezit. Vervolgens reed Pensec 2 dagen in het geel, waarna Chiappucci het geel overnam en dat 8 dagen behield. Pas bij de tijdrit op de voorlaatste dag werd er het een en ander recht gezet. Erik Breukink won die tijdrit, Greg LeMond veroverde het geel en pakte daarmee z'n derde Tourzege.
- Aantal ritten: 21
- Totale afstand: 3504 km
- Gemiddelde snelheid: 38,621 km/h
- Aantal deelnemers: 198
- Aantal uitgevallen: 42

## Belgische en Nederlandse prestaties
In totaal namen er 27 Belgen en 19 Nederlanders deel aan de Tour van 1990.

### Belgische etappezeges
- Johan Museeuw won de 4e etappe van Nantes naar Mont-Saint-Michel en de 21 etappe van Brétigny-sur-Orge naar Parijs.

### Nederlandse etappezeges
- Frans Maassen won de 1e etappe van Futuroscope naar Futuroscope.
- De Nederlandse Panasonic-equipe won de 3e etappe: de ploegentijdrit bij Futuroscope.
- Gerrit Solleveld won de 5e etappe van Avranches naar Rouen.
- Jelle Nijdam won de 6e etappe van Sarrebourg naar Vittel.
- Erik Breukink won de 12e etappe van Fontaine naar Villard-de-Lans en de 20e etappe: de individuele tijdrit rondom het Lac de Vassivière.

## Etappe-overzicht
| datum   | etappe  | route                                  | afstand  | winnaar             | gele trui          |
| ------- | ------- | -------------------------------------- | -------- | ------------------- | ------------------ |
| 30 juni | Proloog | Futuroscope (ITT)                      | 6,3 km   | Thierry Marie       | Thierry Marie      |
| 1 juli  | 1       | Futuroscope - Futuroscope              | 138,5 km | Frans Maassen       | Steve Bauer        |
|         | 2       | Futuroscope - Futuroscope (TTT)        | 56 km    | Panasonic           | Steve Bauer        |
| 2 juli  | 3       | Poitiers - Nantes                      | 233 km   | Moreno Argentin     | Steve Bauer        |
| 3 juli  | 4       | Nantes - Mont Saint-Michel             | 203 km   | Johan Museeuw       | Steve Bauer        |
| 4 juli  | 5       | Avranches - Rouen                      | 301 km   | Gerrit Solleveld    | Steve Bauer        |
| 5 juli  | Rustdag | Rustdag                                | Rustdag  | Rustdag             | Rustdag            |
| 6 juli  | 6       | Sarrebourg - Vittel                    | 202,5 km | Jelle Nijdam        | Steve Bauer        |
| 7 juli  | 7       | Vittel - Épinal (ITT)                  | 61,5 km  | Raúl Alcalá         | Steve Bauer        |
| 8 juli  | 8       | Épinal - Besançon                      | 181,5 km | Olaf Ludwig         | Steve Bauer        |
| 9 juli  | 9       | Besançon - Genève                      | 196 km   | Massimo Ghirotto    | Steve Bauer        |
| 10 juli | 10      | Genève - Saint-Gervais (Mont Blanc)    | 118,5 km | Thierry Claveyrolat | Ronan Pensec       |
| 11 juli | 11      | Saint-Gervais - l'Alpe d'Huez          | 182,5 km | Gianni Bugno        | Ronan Pensec       |
| 12 juli | 12      | Fontaine - Villard-de-Lans (ITT)       | 33,5 km  | Erik Breukink       | Claudio Chiappucci |
| 13 juli | Rustdag | Rustdag                                | Rustdag  | Rustdag             | Rustdag            |
| 14 juli | 13      | Villard-de-Lans - Saint-Étienne        | 149 km   | Eduardo Chozas      | Claudio Chiappucci |
| 15 juli | 14      | Le Puy-en-Velay - Millau (Causse Noir) | 205 km   | Marino Lejarreta    | Claudio Chiappucci |
| 16 juli | 15      | Millau - Revel                         | 170 km   | Charly Mottet       | Claudio Chiappucci |
| 17 juli | 16      | Blagnac - Luz Ardiden                  | 215 km   | Miguel Indurain     | Claudio Chiappucci |
| 18 juli | 17      | Lourdes - Pau                          | 150 km   | Dmitri Konysjev     | Claudio Chiappucci |
| 19 juli | 18      | Pau - Bordeaux                         | 202 km   | Gianni Bugno        | Claudio Chiappucci |
| 20 juli | 19      | Castillon-la-Bataille - Limoges        | 182,5 km | Guido Bontempi      | Claudio Chiappucci |
| 21 juli | 20      | Omloop Lac de Vassivière (ITT)         | 45,5 km  | Erik Breukink       | Greg LeMond        |
| 22 juli | 21      | Brétigny-sur-Orge - Parijs             | 182,5 km | Johan Museeuw       | Greg LeMond        |

## Eindklassementen
| Eindklassement      | Eindklassement       | Eindklassement | Eindklassement |
| ------------------- | -------------------- | -------------- | -------------- |
| Algemeen klassement | Greg LeMond          | 90h 43' 20"    |                |
| Tweede              | Claudio Chiappucci   | + 2' 16"       |                |
| Derde               | Erik Breukink        | + 2' 29"       |                |
| Vierde              | Pedro Delgado        | + 5' 01"       |                |
| Vijfde              | Marino Lejarreta     | + 5' 05"       |                |
| Zesde               | Eduardo Chozas       | + 9' 14"       |                |
| Zevende             | Gianni Bugno         | + 9' 39"       |                |
| Achtste             | Raúl Alcalá          | + 11' 14"      |                |
| Negende             | Claude Criquielion   | + 12' 04"      |                |
| Tiende              | Miguel Indurain      | + 12' 47"      |                |
| Rode Lantaarn       | Rodolfo Massi (156e) | + 3h 16' 26"   |                |
| Puntenklassement    | Olaf Ludwig          | 256 punten     |                |
| Tweede              | Johan Museeuw        | 221 punten     |                |
| Derde               | Erik Breukink        | 118 punten     |                |
| Bergklassement      | Thierry Claveyrolat  | 321 punten     |                |
| Tweede              | Claudio Chiappucci   | 179 punten     |                |
| Derde               | Roberto Conti        | 160 punten     |                |
| Jongerenklassement  | Gilles Delion        | 91h 00' 17"    |                |
| Tweede              | Pascal Lino          | + 13' 41"      |                |
| Derde               | Dmitri Konysjev      | + 14' 24"      |                |
| Ploegenklassement   | Z                    | -              |                |
| Tweede              | ONCE                 | -              |                |
| Derde               | Banesto              | -              |                |

 winnaars gele trui · 
 puntenklassement · 
 bergklassement · 
 jongerenklassement · 
 tussensprintklassement · 
 combinatieklassement · 
 ploegenklassement · 
 strijdlust · 
rode lantaarn
records · meeste deelnames · ranglijst etappewinnaars · bekende beklimmingen · valpartijen · dopinggevallen · Grand Départ · Souvenir Henri Desgrange
1903 · 
1904 · 
1905 · 
1906 · 
1907 · 
1908 · 
1909 · 
1910 · 
1911 · 
1912 · 
1913 · 
1914 ·
1915 ·
1916 ·
1917 ·
1918 · 
1919 · 
1920 · 
1921 · 
1922 · 
1923 · 
1924 · 
1925 · 
1926 · 
1927 · 
1928 · 
1929 · 
1930 · 
1931 · 
1932 · 
1933 · 
1934 · 
1935 · 
1936 · 
1937 · 
1938 · 
1939 · 
1940 ·
1941 ·
1942 ·
1943 ·
1944 ·
1945 ·
1946 ·
1947 · 
1948 · 
1949 · 
1950 · 
1951 · 
1952 · 
1953 · 
1954 · 
1955 · 
1956 · 
1957 · 
1958 · 
1959 · 
1960 · 
1961 · 
1962 · 
1963 · 
1964 · 
1965 · 
1966 · 
1967 · 
1968 · 
1969 · 
1970 · 
1971 · 
1972 · 
1973 · 
1974 · 
1975 · 
1976 · 
1977 · 
1978 · 
1979 · 
1980 · 
1981 · 
1982 · 
1983 · 
1984 · 
1985 · 
1986 · 
1987 · 
1988 · 
1989 · 
1990 · 
1991 · 
1992 · 
1993 · 
1994 · 
1995 · 
1996 · 
1997 · 
1998 · 
1999 · 
2000 · 
2001 · 
2002 · 
2003 · 
2004 · 
2005 · 
2006 · 
2007 · 
2008 · 
2009 · 
2010 · 
2011 · 
2012 · 
2013 · 
2014 · 
2015 · 
2016 · 
2017 · 
2018 · 
2019 ·
2020 · 
2021 · 
2022 · 
2023 · 
2024 · 
2025